# Simon Dominic
Simon Dominic (사이먼 도미닉?), pseudonimo di Jung Ki-suck (정기석?, Jeong Gi-seokLR, Chŏng KisŏkMR; Busan, 9 marzo 1984), è un rapper sudcoreano.

## Biografia
Simon Dominic Presents 'SNL League Begins' (2011), primo album in studio dell'artista, ha esordito al 2º posto della Gaon Chart. È stato candidato per un MAMA Award alla miglior interpretazione rap per Cheerz. Anche il disco successivo Darkroom, uscito nel giugno 2018, ha fatto l'entrata nella classifica, esordendo al 30º posto.

## Discografia

### Album in studio
- 2011 – Simon Dominic Presents 'SNL League Begins'
- 2018 – Darkroom

### EP
- 2015 – ￦ & Only
- 2019 – No Open Flames

### Singoli
- 2011 – Hero
- 2011 – Stay Cool
- 2012 – Air (con Gaeko, Choiza e Primary)
- 2018 – Me No Jay Park
- 2018 – Simon Says (feat. Pharoahe Monch)
- 2019 – DAx4
- 2019 – Make Her Dance (feat. Loopy & Crush)
- 2020 – For the Gone (con Code Kunst e Choi Jung Hoon con Elle Korea)
- 2021 – Party Forever
- 2021 – At Night (con Loco)
- 2022 – TTFU (con Loco, Woo e Coogie)